# بيتار ستويشيف
بيتار ستويشيف (بالبلغارية: Петър Стойчев)‏ (مواليد 15 فبراير 1946) هو ملاكم بلغاري، مثّل بلاده في الألعاب الأولمبية الصيفية 1968.

## روابط خارجية
بيتار ستويشيف على موقع أوليمبيديا (الإنجليزية)